# 帮手 (犹他州)
帮手（英文：Helper），是美国犹他州卡本县下属的一座城市。建市于 1883年，面积大约为1.75平方英里（4.5平方公里），海拔约为5,817英尺（1,773米）。根据2010年美国人口普查，该市有人口2,201人。